# Stelis parvifolia
Stelis parvifolia är en orkidéart som beskrevs av Leslie Andrew Garay. Stelis parvifolia ingår i släktet Stelis och familjen orkidéer. Inga underarter finns listade i Catalogue of Life.